# Lignières-Orgères
Ne pas confondre avec Lignères (sans i) et Orgères, deux communes voisines l'une de l'autre dans le département de l'Orne.
Pour les articles homonymes, voir Lignières.
Lignières-Orgères est une commune française, située dans le département de la Mayenne en région Pays de la Loire, peuplée de 710 habitants.
La commune fait partie de la province historique du Maine, et se situe dans le Bas-Maine dans le pays de Passais.

## Géographie

### Communes limitrophes
| La Motte-Fouquet (Orne)          | Joué-du-Bois (Orne)                                                           | Joué-du-Bois (Orne), Carrouges (Orne) |
| Saint-Patrice-du-Désert (Orne)   | Lignières-Orgères                                                             | Saint-Martin-des-Landes (Orne)        |
| La Pallu, Saint-Calais-du-Désert | Saint-Calais-du-Désert, Pré-en-Pail-Saint-Samson (comm. dél. de Saint-Samson) | Ciral (Orne)                          |

### Climat
Pour des articles plus généraux, voir Climat des Pays de la Loire et Climat de la Mayenne.
En 2010, le climat de la commune est de type climat océanique altéré, selon une étude du CNRS s'appuyant sur une série de données couvrant la période 1971-2000. En 2020, Météo-France publie une typologie des climats de la France métropolitaine dans laquelle la commune est exposée à un climat océanique et est dans la région climatique  Normandie (Cotentin, Orne), caractérisée par une pluviométrie relativement élevée (850 mm/a) et un été frais (15,5 °C) et venté.
Pour la période 1971-2000, la température annuelle moyenne est de 10,1 °C, avec une amplitude thermique annuelle de 13,8 °C. Le cumul annuel moyen de précipitations est de 914 mm, avec 13,2 jours de précipitations en janvier et 7,8 jours en juillet. Pour la période 1991-2020, la température moyenne annuelle observée sur la station météorologique de Météo-France la plus proche, sur la commune de Briouze à 21 km à vol d'oiseau, est de 10,9 °C et le cumul annuel moyen de précipitations est de 920,5 mm,. Pour l'avenir, les paramètres climatiques de la commune estimés pour 2050 selon différents scénarios d'émission de gaz à effet de serre sont consultables sur un site dédié publié par Météo-France en novembre 2022.

## Urbanisme

### Typologie
Au 1er janvier 2024, Lignières-Orgères est catégorisée commune rurale à habitat très dispersé, selon la nouvelle grille communale de densité à sept niveaux définie par l'Insee en 2022.
Elle est située hors unité urbaine et hors attraction des villes,.

### Occupation des sols
L'occupation des sols de la commune, telle qu'elle ressort de la base de données européenne d’occupation biophysique des sols Corine Land Cover (CLC), est marquée par l'importance des territoires agricoles (72,2 % en 2018), une proportion sensiblement équivalente à celle de 1990 (72,7 %). La répartition détaillée en 2018 est la suivante : 
prairies (56 %), forêts (27,2 %), terres arables (13,1 %), zones agricoles hétérogènes (3 %), zones urbanisées (0,7 %). L'évolution de l’occupation des sols de la commune et de ses infrastructures peut être observée sur les différentes représentations cartographiques du territoire : la carte de Cassini (XVIIIe siècle), la carte d'état-major (1820-1866) et les cartes ou photos aériennes de l'IGN pour la période actuelle (1950 à aujourd'hui).

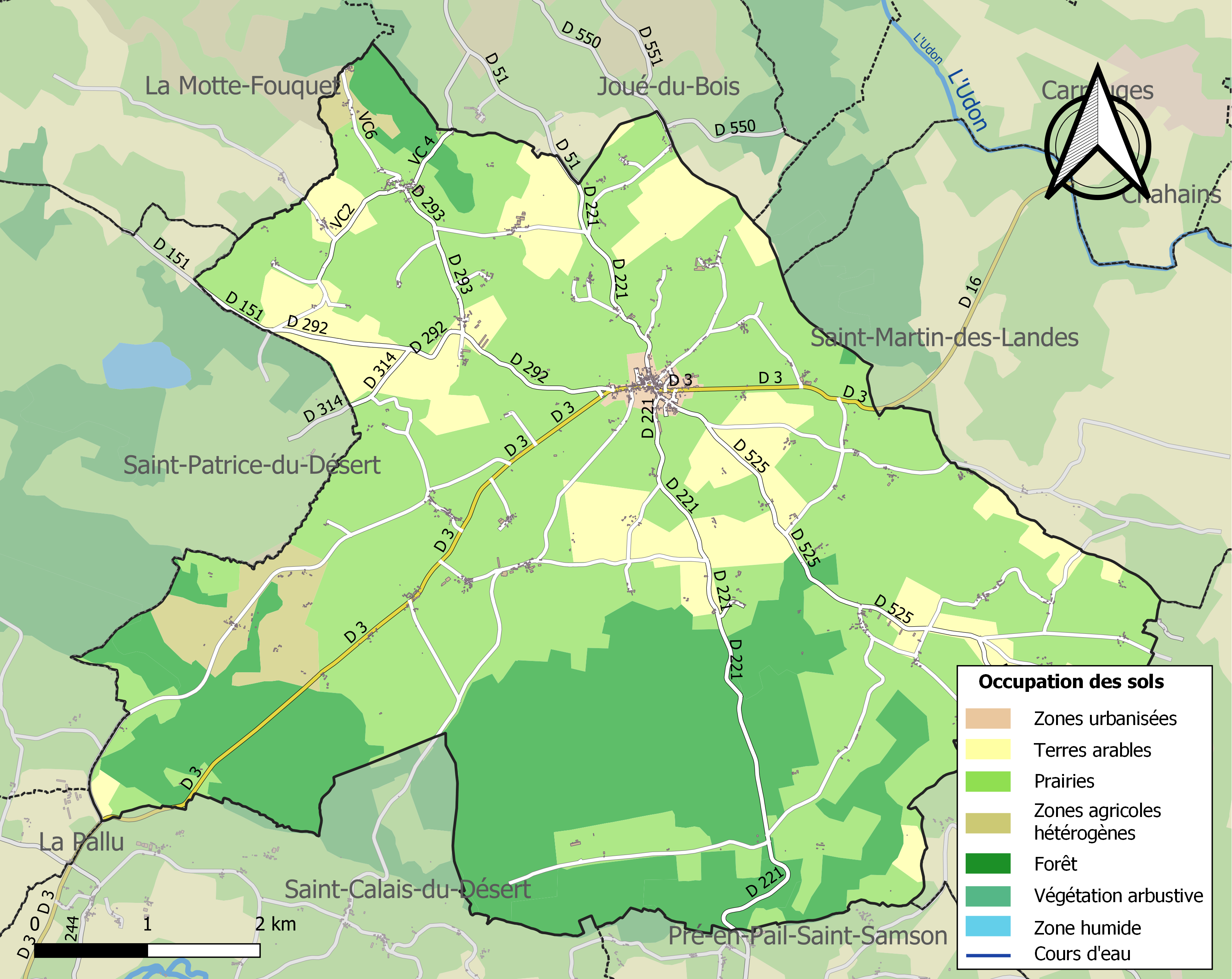
Carte des infrastructures et de l'occupation des sols de la commune en 2018 (CLC).

## Toponymie
Lignières est attesté sous les formes Laniariaco en 642 et Linaria au XIIe siècle. Le toponyme est issu du latin linarium/linaria, « lieu planté de lin », puis Lignières-la-Doucelle. Doucel est le nom d'un seigneur : en ancien français, l'article défini pouvait avoir l'usage de démonstratif, soit « Lignières, celle de Doucel », permettant ainsi de résoudre l'homonymie avec Lignières-la-Carelle.
Le gentilé est Lignièrois.
Orgères est attesté sous les formes Orgiariæ 1148[réf. nécessaire], Orgeria en 1181[réf. nécessaire], in Orgeriis en 1241, Capelîa as Orgerens en 1243[réf. nécessaire], Ecclesia de Orgeriis au XIVe siècle[réf. nécessaire], de Orgeriis en 1516, Notre-Dame d'Orgères en 1560[réf. nécessaire], puis Orgères-la-Roche. Le toponyme serait issu du latin hordeum, « orge », suffixé de -aria, soit « lieu planté d'orge ».

## Histoire
La carte de Jaillot, datant du début du XVIe siècle, montre qu'une grosse forge, la forge de Lignières, était installée sur les bords de la Doucelle, au Moulin-Lassue, où se trouve encore un grand amas de scories. La forêt de Monaye fournissait en abondance le bois et le minerai. La forge s'arrêta en 1664. Les maitres de forges ont été Germain Riqueur, sieur du Coudray et du Bas-Mont (Moulay), 1611, inhumé à Lignières le 27 février 1633 ; La Croix, 1640 ; Thomas Poulain.
L'actuelle commune de Lignières-Orgères résulte de la fusion de deux anciennes communes, Lignières-la-Doucelle et Orgères-la-Roche. Elles ont fait l'objet d'une fusion-association qui a pris effet le 1er janvier 1972 (à cette date, Orgères ne comptait plus que 165 habitants contre 901 pour Lignières), et s'est transformée fusion simple le 1er août 1987.

## Politique et administration
Le conseil municipal est composé de quinze membres dont le maire et deux adjoints.

## Population et société

### Démographie
L'évolution du nombre d'habitants est connue à travers les recensements de la population effectués dans la commune depuis 1793. Pour les communes de moins de 10 000 habitants, une enquête de recensement portant sur toute la population est réalisée tous les cinq ans, les populations de référence des années intermédiaires étant quant à elles estimées par interpolation ou extrapolation. Pour la commune, le premier recensement exhaustif entrant dans le cadre du nouveau dispositif a été réalisé en 2008.
En 2022, la commune comptait 710 habitants, en évolution de −6,7 % par rapport à 2016 (Mayenne : −0,73 %, France hors Mayotte : +2,11 %).
Lignières-la-Doucelle a compté jusqu'à 2 891 habitants en 1836. Orgères-la-Roche avait atteint son maximum démographique en 1831 avec 532 habitants.
| 1793  | 1800  | 1806  | 1821  | 1831  | 1836  | 1841  | 1846  | 1851  |
| ----- | ----- | ----- | ----- | ----- | ----- | ----- | ----- | ----- |
| 2 656 | 2 413 | 2 548 | 2 677 | 2 757 | 2 891 | 2 762 | 2 769 | 2 651 |

| 1856  | 1861  | 1866  | 1872  | 1876  | 1881  | 1886  | 1891  | 1896  |
| ----- | ----- | ----- | ----- | ----- | ----- | ----- | ----- | ----- |
| 2 572 | 2 391 | 2 392 | 2 145 | 2 093 | 1 830 | 1 911 | 1 696 | 1 620 |

| 1901  | 1906  | 1911  | 1921  | 1926  | 1931  | 1936  | 1946  | 1954  |
| ----- | ----- | ----- | ----- | ----- | ----- | ----- | ----- | ----- |
| 1 534 | 1 505 | 1 445 | 1 134 | 1 090 | 1 068 | 1 037 | 1 016 | 1 003 |

| 1962 | 1968 | 1975 | 1982 | 1990 | 1999 | 2006 | 2008 | 2013 |
| ---- | ---- | ---- | ---- | ---- | ---- | ---- | ---- | ---- |
| 915  | 825  | 887  | 855  | 773  | 735  | 731  | 730  | 773  |

| 2018 | 2022 | - | - | - | - | - | - | - |
| ---- | ---- | - | - | - | - | - | - | - |
| 724  | 710  | - | - | - | - | - | - | - |

| 1793 | 1800 | 1806 | 1821 | 1831 | 1836 | 1841 | 1846 |
| ---- | ---- | ---- | ---- | ---- | ---- | ---- | ---- |
| 465  | 496  | 508  | 513  | 532  | 524  | 505  | 528  |

| 1851 | 1856 | 1861 | 1866 | 1872 | 1876 | 1881 | 1886 |
| ---- | ---- | ---- | ---- | ---- | ---- | ---- | ---- |
| 526  | 505  | 500  | 482  | 431  | 404  | 372  | 367  |

| 1891 | 1896 | 1901 | 1906 | 1911 | 1921 | 1926 | 1931 |
| ---- | ---- | ---- | ---- | ---- | ---- | ---- | ---- |
| 387  | 362  | 328  | 292  | 279  | 238  | 234  | 204  |

| 1936 | 1946 | 1954 | 1962 | 1968 | - | - | - |
| ---- | ---- | ---- | ---- | ---- | - | - | - |
| 183  | 185  | 197  | 182  | 161  | - | - | - |

## Activité et manifestations

### Sports
La Jeunesse Association de Lignières-Orgères (JALO)  fait évoluer une équipe de football en division de district.
La JALO présente également une section gymnastique et le tennis peut être pratiqué au sein du Tennis club de Lignières-Orgères.

## Culture locale et patrimoine

### Lieux et monuments
Lignières-Orgères comprend :
- Un espace inventorié en tant que zone naturelle d'intérêt écologique, faunistique et floristique (ZNIEFF), la Vallée de la Doucelle (230 ha), où croît l'osmonde royale, et qui abrite des espèces telles que l'hermine, la truite fario, le chabot commun et l'écrevisse à pattes blanches[33]
- Une partie du site Natura 2000 du « bocage de la forêt de Monaye à Javron-les-Chapelles »[34]
- Le site des roches d'Orgères
- Le prieuré de Saint-Ursin : chanoines réguliers de la Sainte-Croix
- L'église de l'Assomption de Lignières (XVIIIe siècle et XIXe siècle)
- L'église Notre-Dame d'Orgères (XIIe siècle, XVIe siècle et XVIIe siècle)
- Les chapelles Notre-Dame-de-Lourdes (XIXe siècle) à Lignières et Notre-Dame-de-Grâce (XVIIIe siècle) à Orgères.

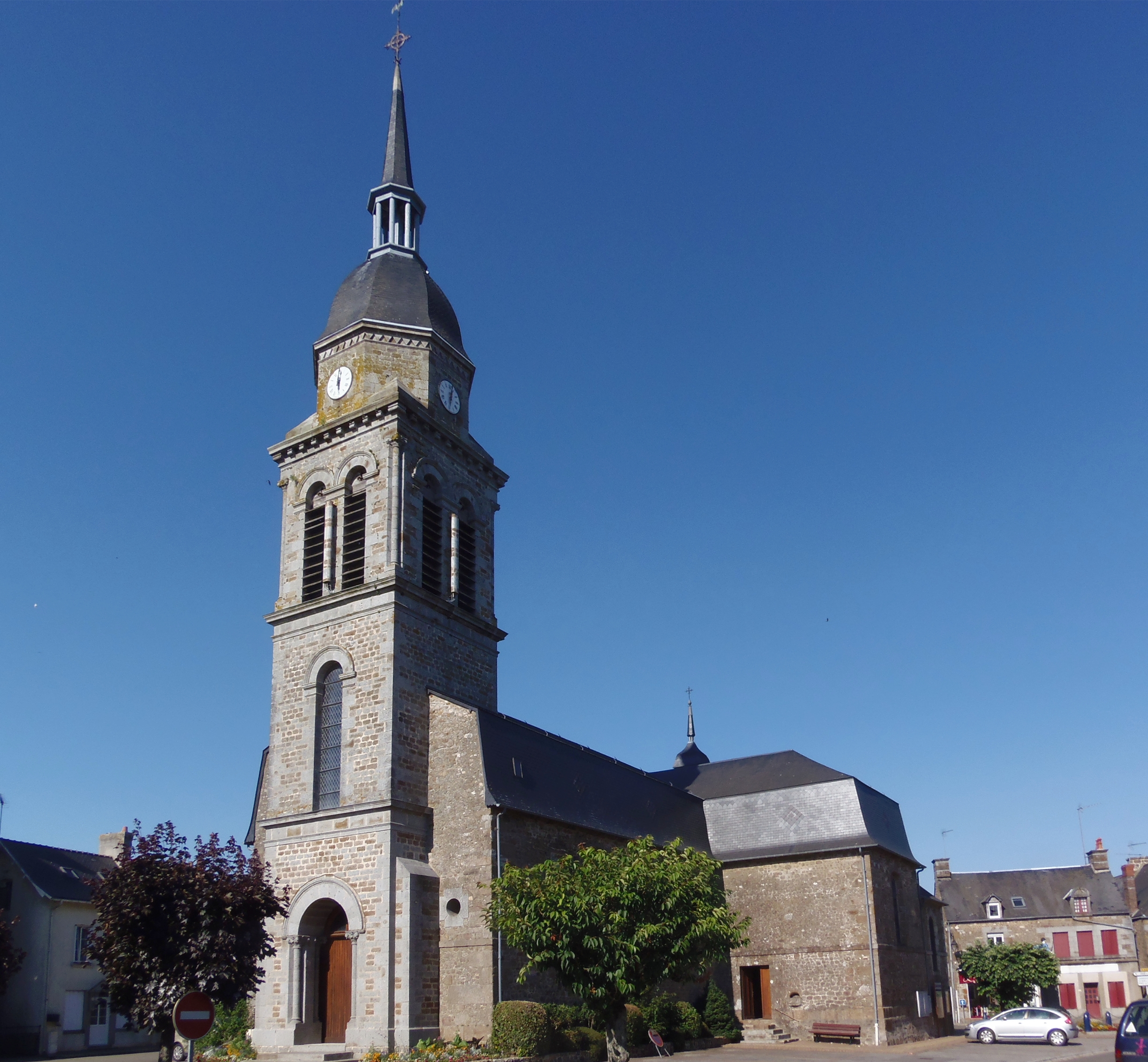
L'église Notre-Dame-de-l'Assomption de Lignières.
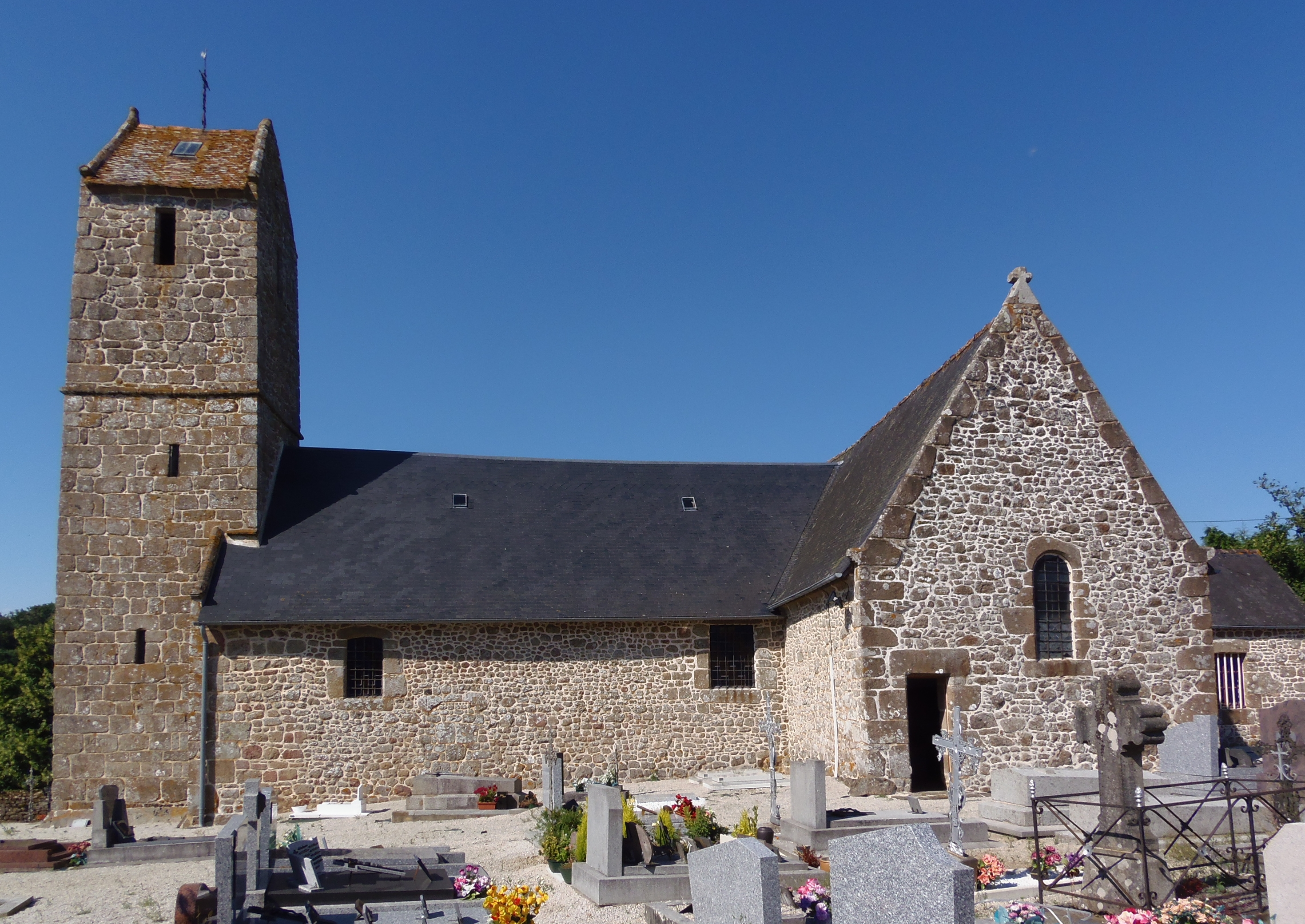
L'église Notre-Dame d'Orgères-la-Roche.
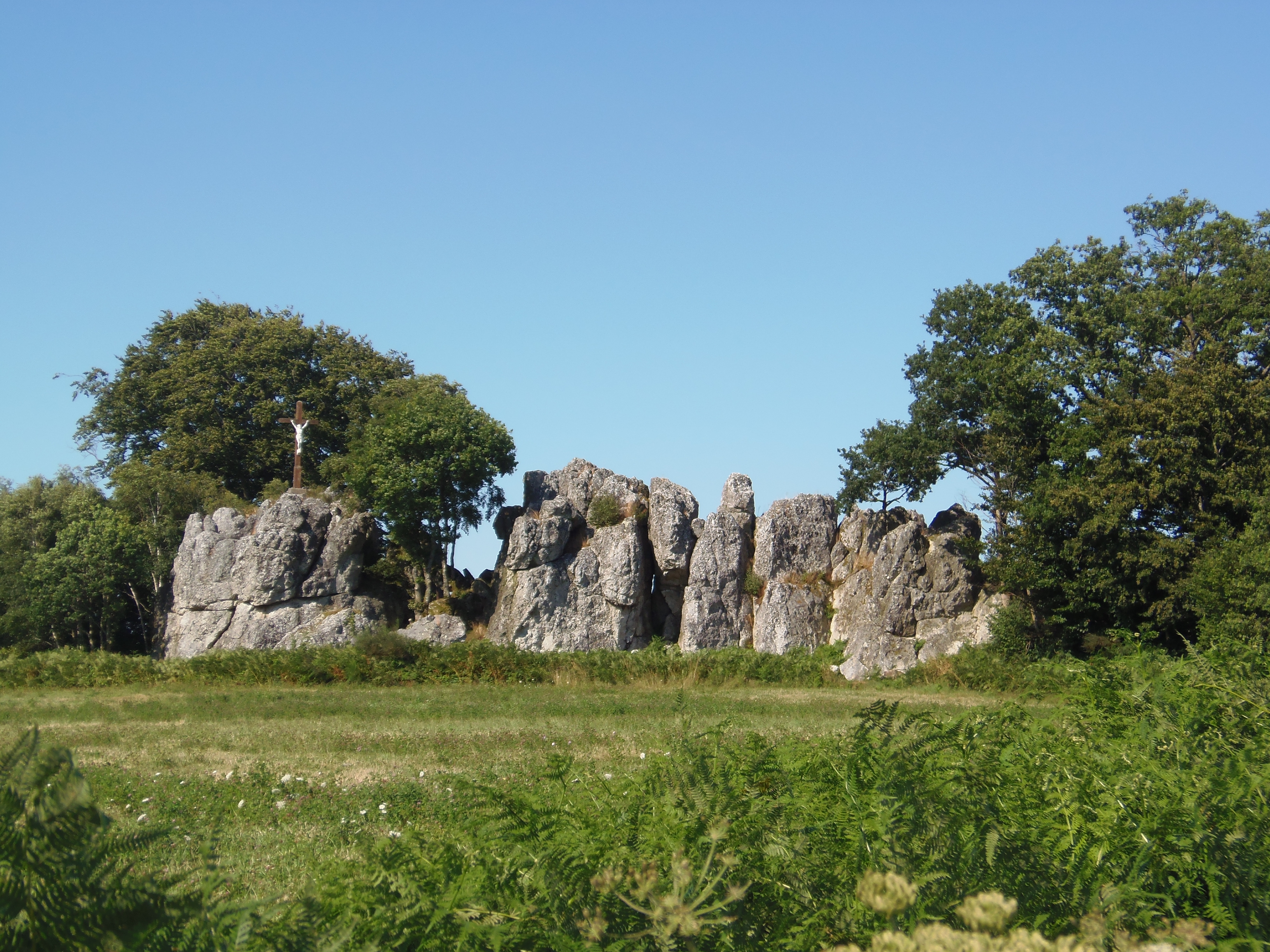
Les roches d'Orgères.

### Personnalités liées à la commune
- Joseph Eugène Dubois (1795 - 1863 à Lignières-la-Doucelle) graveur en médailles.

### Héraldique
| Blason de Lignières-Orgères | Blason  | De gueules, à un lion burelé d’or et de sinople, couronné d’argent ; au chef cousu de sinople, chargé d’une cornue accostée de deux rochers, le tout d’argent. |
| Blason de Lignières-Orgères | Détails | Le gueules avec le lion sont la reprise des armes du seigneur Jeoffroy de Couliedre qui avait Lignières comme fief au XIIIe siècle. Il est issu de la branche de la famille de Doucelle (Région du Mans) d’où le nom de Lignières-la-Doucelle. La reprise intégrale du blason de famille étant interdite pour les municipalités, il suffit d’en emprunter un ou plusieurs éléments. Le gueules rappelle aussi la présence d’une importante forge au XVIIe siècle. Le chef de sinople symbolise la forêt de Monnaie et par extension le Parc Régional Normandie Maine où se trouve Lignières-Orgères. La cornue indique la présence d’une verrerie au XIXe siècle. Les deux rochers symbolisent le site d’Orgères d’où son ancien nom d’Orgères-la-Roche. Les ornements sont deux deux branches de chêne de sinople, fruitées d’or, mises en sautoir par la pointe et liées de gueules pour marquer la présence de la forêt et du parc Normandie-Maine. Le listel d'argent porte le nom de la commune en lettres majuscules de sable. La croix de guerre 1939-1945 ayant été attribuée à la commune, elle figure en pointe de l’écu. La couronne de tours dit que l’écu est celui d’une commune ; elle n’a rien à voir avec des fortifications. Le statut officiel du blason reste à déterminer. |